# Peter Thomas Heydrich

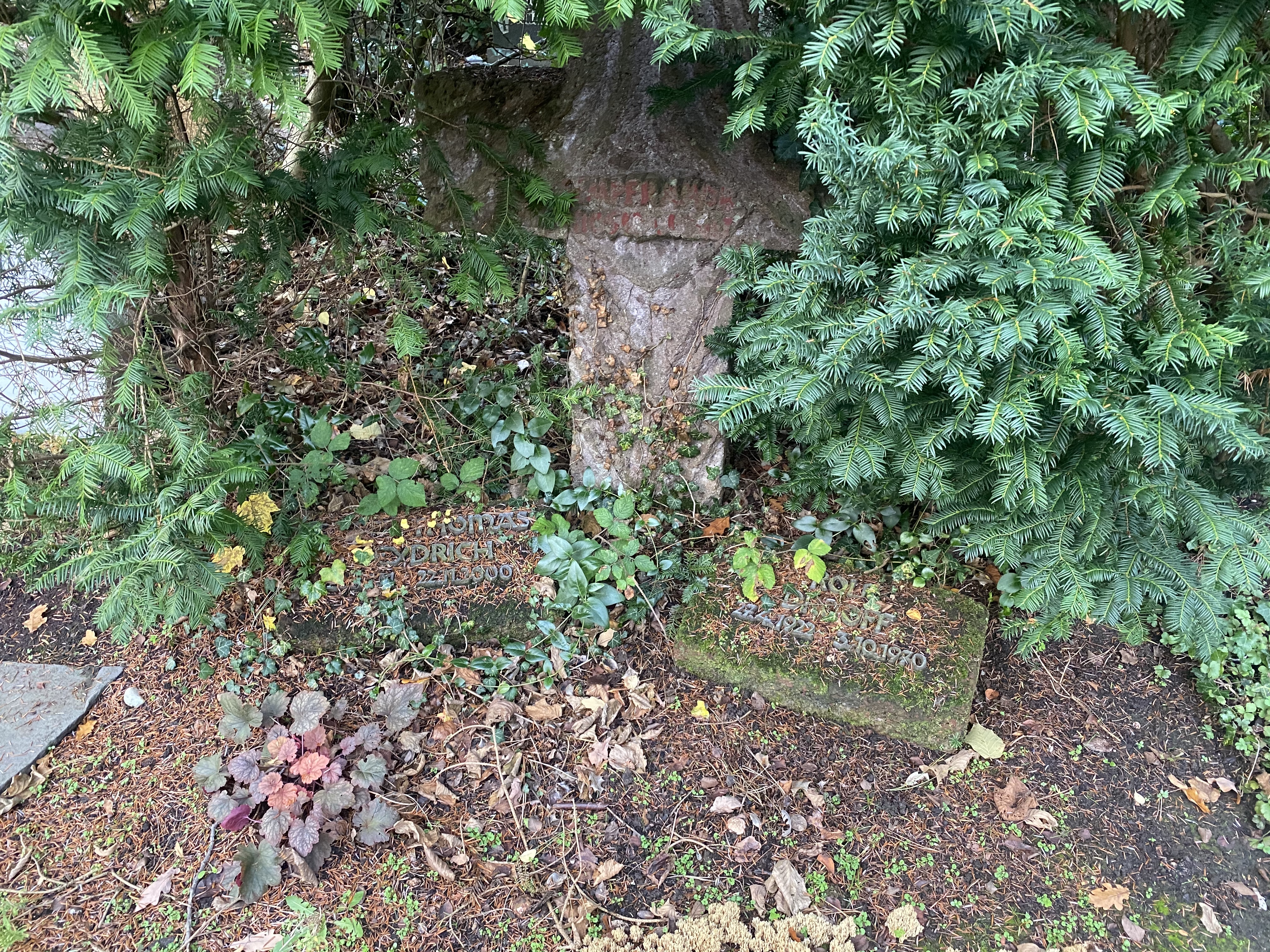
Grabstein Peter Thomas Heydrich

Peter Thomas Heydrich (* 2. März 1931 in Berlin als Peter Bruno Eugen Heydrich; † 22. November 2000 in Düsseldorf) war ein politischer Kabarettist, Chansonnier und Schauspieler.

## Leben und Werk
Peter Thomas Heydrich war das älteste Kind des SS-Obersturmführers Heinz Heydrich, der 1944 Suizid verübte.
Nach dem Schauspielstudium war Heydrich ein Jahrzehnt in Düsseldorf und Wuppertal als Schauspieler und Regisseur tätig. Als Regisseur inszenierte er dort z. B. Arrabal und Sartre. Am Cirque Royal in Brüssel war er neunzigmal als Mackie Messer in Brechts Dreigroschenoper zu sehen.
1977 wechselte Heydrich in die Kleinkunst und führte Programme nach Texten von Kästner, Heine, Wedekind, Busch, Brecht, Tucholsky, Mehring und Waldoff auf. Mit seinen teils zur Klavierbegleitung gesungenen, teils gesprochenen Programmen gastierte er an bedeutenden Kabarettbühnen Deutschlands.
Heydrichs Programme wurden zum Teil auf Schallplatten veröffentlicht. Ein Mitschnitt des Ringelnatz-Abends am 4. Mai 1985 im Senftöpfchen in Köln erschien ebenso wie die Aufnahme eines Tucholsky-Abends am 27. April 1990. Des Weiteren erschienen Tonkassetten und CDs.
Ein Buchvorhaben, in dem Heydrich seine Kindheit und Jugend als Neffe und Patenkind von Reinhard Heydrich beleuchten wollte, wurde von dem mit ihm befreundeten Autor Hans-Georg Wiedemann vollendet. Heydrich hatte seine Herkunft bis wenige Jahre vor seinem Tod nie zum Thema gemacht. Ich war der Kronprinz von Heydrich. Eine Kindheit im Schatten des Henkers von Prag erschien 2006.
Peter Thomas Heydrich starb 2000 nach längerer Krankheit.

## Ehrungen
Der österreichische Kabarettist Ernst Stankovski widmete dem verstorbenen Kabarettisten zu seinem Todestag eine Matinee, die er im ausverkauften Düsseldorfer Ibach-Saal spielte.

## Aufnahmen
- Gedichte, Lieder und Chansons des Walter Mehring: Aufführung vom 27. Oktober 1982 im Zunfthaus zur Meisen, Zürich. Zürich: s.n., 1982 (Rezitation: Gisela Zoch-Westphal; Chansons: Peter Thomas Heydrich; am Flügel: Georg Corman; Komposition Jürgen Knieper.)
- Peter Thomas Heydrich – ein garstiges Weihnachtsprogramm mit satirischen und kritischen Texten deutscher Schriftsteller des 20. Jahrhunderts. Düsseldorf, 11. Dezember 1983 (Programmheft)
- Auf daß wir klug werden. Psalmen. Mit Musik von Holger Clausen. tvd, Düsseldorf 1992 (Aufnahme)

## Autobiografie
- Hans-Georg Wiedemann (Hrsg.): „Ich war der Kronprinz von Heydrich.“ Eine Kindheit im Schatten des Henkers von Prag. Mit Beiträgen von Andreas Wiedemann und Christa Schmidt und einem Nachwort von Dan Bar-On. Kreuz, Stuttgart 2006, ISBN 3-7831-2710-6.